# Agathonisi
Agathonisi er en meget lille græsk ø beliggende i det nordligste af Dodekaneserne.
Øen er på 13,5 km² og bebos af 158 indbyggere (2001).
Øen har ingen lufthavn, man skal sejle til øen fra f.eks. Patmos og delvis fra Lipsi. 
Der er færgeforbindelse fra henholdsvis Samos og Kalymnos 4 gange ugentligt, hele året.
Øen er omgivet af mange mindre øer, hvoraf de fleste er ubeboede.